# Arkadiusz Wiśniewski (samorządowiec)
Arkadiusz Wiśniewski (ur. 29 sierpnia 1978 w Opolu) – polski samorządowiec, od 2014 prezydent Opola.

## Życiorys
Syn Henryka i Henryki. Ukończył studia z zakresu administracji publicznej (licencjat) i politologii (magisterium) na Uniwersytecie Opolskim. Uzyskał także dyplom MBA na Uniwersytecie Ekonomicznym we Wrocławiu. Był nauczycielem akademickim na macierzystej uczelni, kierownikiem w Opolskim Centrum Rozwoju Gospodarki, dyrektorem i wicedyrektorem instytucji zajmujących się wspieraniem przedsiębiorczości.
W 2002 z ramienia KWW Ryszarda Zembaczyńskiego oraz w 2006 i w 2010 z listy Platformy Obywatelskiej wybierany na radnego Opola. Pełnił funkcję przewodniczącego klubu radnych PO i wiceprzewodniczącego rady miejskiej. Z mandatu zrezygnował po powołaniu w 2010 na stanowisko zastępcy prezydenta miasta. Został odwołany trzy lata później. Złożono też wówczas wniosek o jego wykluczenie z PO, zarzucając mu działania mające na celu doprowadzenie do rozłamu klubu radnych tej partii. Z członkostwa w partii zrezygnował sam w listopadzie 2013. W marcu 2014 założył stowarzyszenie Opole na Tak, w którym objął funkcję prezesa. Współtworzył także inicjatywę Gospodarne Opolskie, która wystartowała do sejmiku opolskiego.
W wyborach w 2014 jako kandydat niezależny ubiegał się o prezydenturę Opola, wygrywając w drugiej turze głosowania z wynikiem blisko 67,7% głosów. W 2018 z powodzeniem ubiegał się o reelekcję, zwyciężając w pierwszej turze (otrzymał 70,4% głosów). Również w wyborach w 2024 wygrał w pierwszej turze z wynikiem 75,5% głosów.
Był inicjatorem powiększenia granic administracyjnych Opola o ościenne miejscowości, do czego doszło w 2017. Za jego kadencji Opole przyjęto do globalnej sieci „miast przyjaznych starzeniu” w ramach Światowej Organizacji Zdrowia, zostało uznane za najlepiej „użłobkowione” miasto wojewódzkie w Polsce, zwyciężało też w tworzonym przez czasopismo „Wspólnota” rankingu miast pod kątem wydatków inwestycyjnych. Działacz ruchu samorządowego Tak! Dla Polski, został liderem jego struktur wojewódzkich. Był powoływany w skład rad nadzorczych spółek samorządowych: Koleje Śląskie, Energetyka Cieplna w Kępnie, Energetyka Cieplna Opolszczyzny oraz Przedsiębiorstwo Wodociągów i Kanalizacji w Brzegu.

## Odznaczenia
- Odznaka Honorowa za Zasługi dla Samorządu Terytorialnego – 2025[18]